# پروپاگاندای دولتی در اینترنت
پروپاگاندای اینترنتی تحت حمایت دولت (انگلیسی: State-sponsored Internet propaganda) استفاده دولت از تبلیغاتچی‌های اینترنتی حقوق بگیر با هدف تغییر نظرات آنلاین صورت می‌پذیرد، تضعیف گروه‌های مخالف یا تغییر درک دیدگاه غالب است. این نوعی از فریبکاری است.
در زیر فهرستی از نمونه‌های شناخته شده یا ادعا شده از پروپاگاندای اینترنتی تحت حمایت دولت است:

## آسیا و اقیانوسیه
- چین: ارتش آبی اینترنت ، ارتش ۵۰ سنتی، که از اکتبر ۲۰۰۴ فعالیت می‌کند
- میانمار: تاتماداو و دولت برمه از طریق اینترنت اینترنت را تبلیغ می‌کنند و جنایت‌های خود را علیه اقلیت‌هایی مانند مردم روهینگیا، شان، کچین و کارن را رد می‌کند.[۱][۲]
- کره شمالی: ارتش ترول کره شمالی، که برای حمایت از سلسله کیم شناخته شده‌است، و ضد کره جنوبی، ضد آمریکایی و طرفدار رژیم کره شمالی. آنها برای اولین بار در سال ۲۰۱۳ ظاهر شدند.[۳]
- فیلیپین: دانشگاه آکسفورد مقاله‌ای را انتشار داد که ادعا می‌کند «ترول‌های کیبوردی» استخدام شده در انتخابات ریاست جمهوری پرزیدنت دوترته در سال ۲۰۱۶ نقش داشته‌اند. این مطالعه نشان می‌دهد که تیم مبارزات انتخاباتی دوترته حداقل ۲۰۰ هزار دلار صرف کرده و ۴۰۰ تا ۵۰۰ نفر را برای دفاع از دوترته از منتقدان آنلاین استخدام کرده‌است. همچنین اضافه کرد که «ترول‌ها» ی استخدام شده پس از انتخاب شدن نیز به پشتیبانی دوترته و دولت او ادامه می‌دهند. همچنین ادعا می‌کند که این ترول‌ها توسط دولت برای خاموش کردن منتقدان از طریق تهدید به خشونت و تجاوز به افرادی که به منتقدین سیاست‌های دولت، استفاده می‌شود.[۴] دوترته، به پرداخت پول به افراد برای حمایت از او در انتخابات اعتراف کرد، گفت که او پیروانی دارد مانند Mocha Uson که گروه پشتیبانی Mocha Uson وبلاگ را مدیریت می‌کند و خدمات خود را رایگان ارائه می‌دهد.[۵]
- سنگاپور:

## خاورمیانه و شمال آفریقا
- ایران: ارتش ترولی جمهوری اسلامی که حامی سید روح‌الله خمینی و حکومت خمینی هستند، و از هر گونه تلاش علیه حکومت خانواده خمینی انتقاد می‌کنند.[۶] و همچنین اگر شخصی بر خلاف عقیده جمهوری اسلامی کاری انجام داد در شبکه‌های اجتماعی به او حمله/ترور شخصیتی می‌کنند، از کارهای اشتباه و غیر اشتباه جمهوری اسلامی نیز مثل سرکوب اعتراضات و کشتار سیاسی‌ها حمایت می‌کنند
- اسرائیل: Hasbara، که در زبان عبری به معنی «توضیح» است، به معنی یک حرکت جمعی برای انتشار اطلاعات مثبت دربارهٔ حکومت اسراییل و کارهای آن بکار می‌رود.[۷][۸][۹][۱۰]
- ----آمریکا:
- امریکا  پروپاگاندای امریکا علیه ایران اغلب از طریق دو شبکه رادیویی و تلویزیونی صدای امریکا و بعدها رادیو فردا صورت می گرفته است. اکنون شبکه تلویزیونی صدای امریکا, هر روز 5 ساعت برنامه های متنوع و تاثیرگذار, با محوریت اخبار ایران, تولید می کند. پارازیت, از جذاب ترین و (به روایت دست اندرکاران آن) پر بیننده ترین برنامه های آن است

## اروپا
- روسیه:

1. تیپ‌های وب که اولین بار در آوریل ۲۰۰۳ ظاهر شدند.
2. "CyberBerkut"، به عنوان "سازمان جبهه ای برای فعالیت‌های سایبری روسیه تحت حمایت دولت روسیه، حمایت از عملیات نظامی روسیه و اهداف استراتژیک در اوکراین" شناخته شده‌است.
3. آژانس تحقیقاتی اینترنتی، همچنین به عنوان "ترول از Olgino" شناخته شده‌است. به عنوان شرکت "trolling" / astroturfing شناخته شده در سایت‌های متعددی عمل می‌کند.